# Перспектограф
Перспектограф (англ. perspectograph; нім. Perspektograph m) — прилад для побудови аксонометричних, афінних, векторних і інших перспективних проєкцій за кресленням, складеним у ортогональній проєкції. У маркшейдерській практиці останнім часом застосовують методику побудови перспективних зображень гірничих виробок за допомогою комп’ютерів. Вихідною (початковою) документацією при цьому є план гірничих виробок, складений у проєкції з числовими відмітками (позначками). 